# Église Saint-Alban de Bresdon
L'église Saint-Alban est une église située à Bresdon, dans le département français de la Charente-Maritime en région Nouvelle-Aquitaine.

## Historique
L'église est inscrite au titre des monuments historiques par arrêté du 6 décembre 1948.

## Galerie

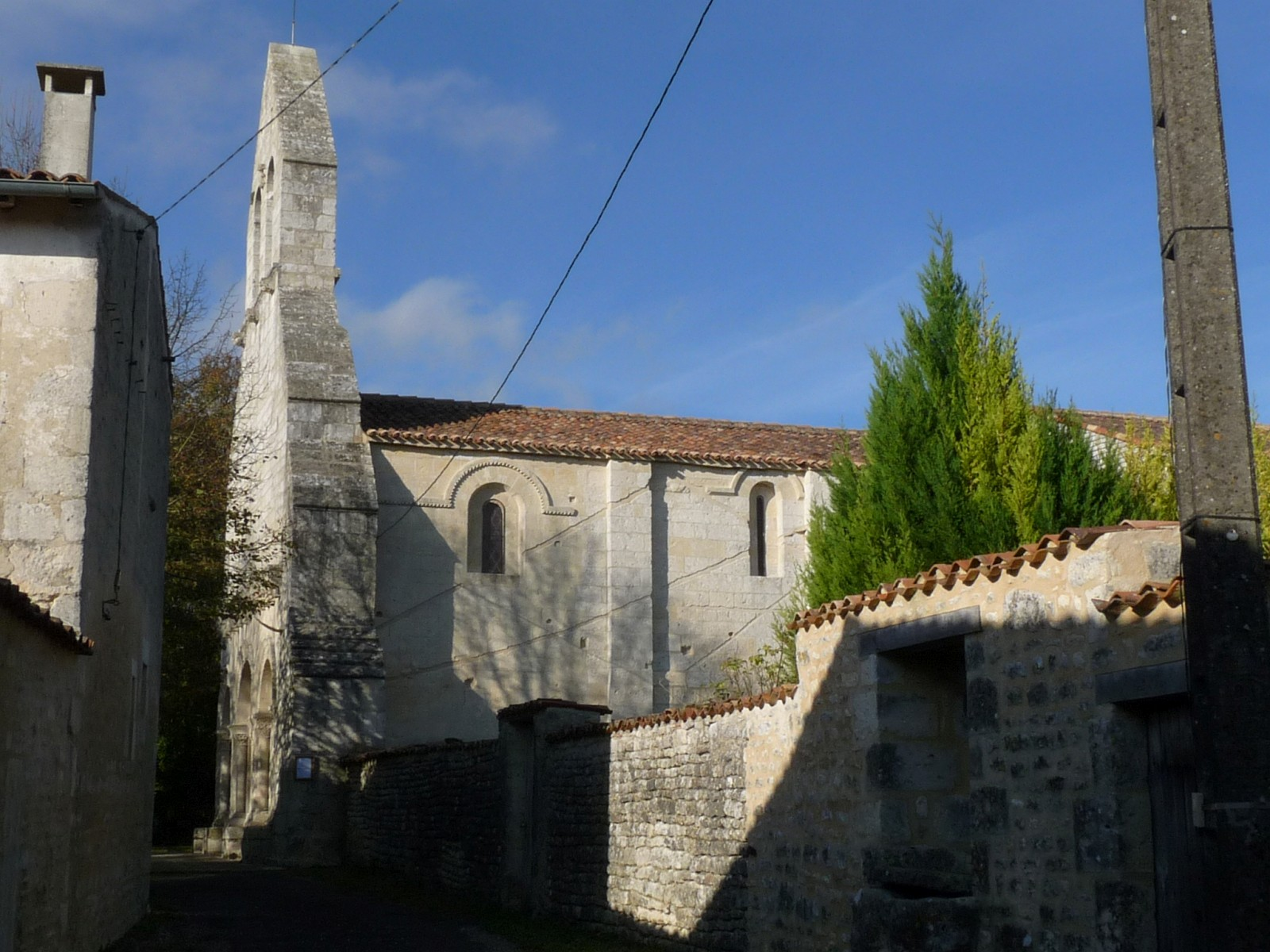
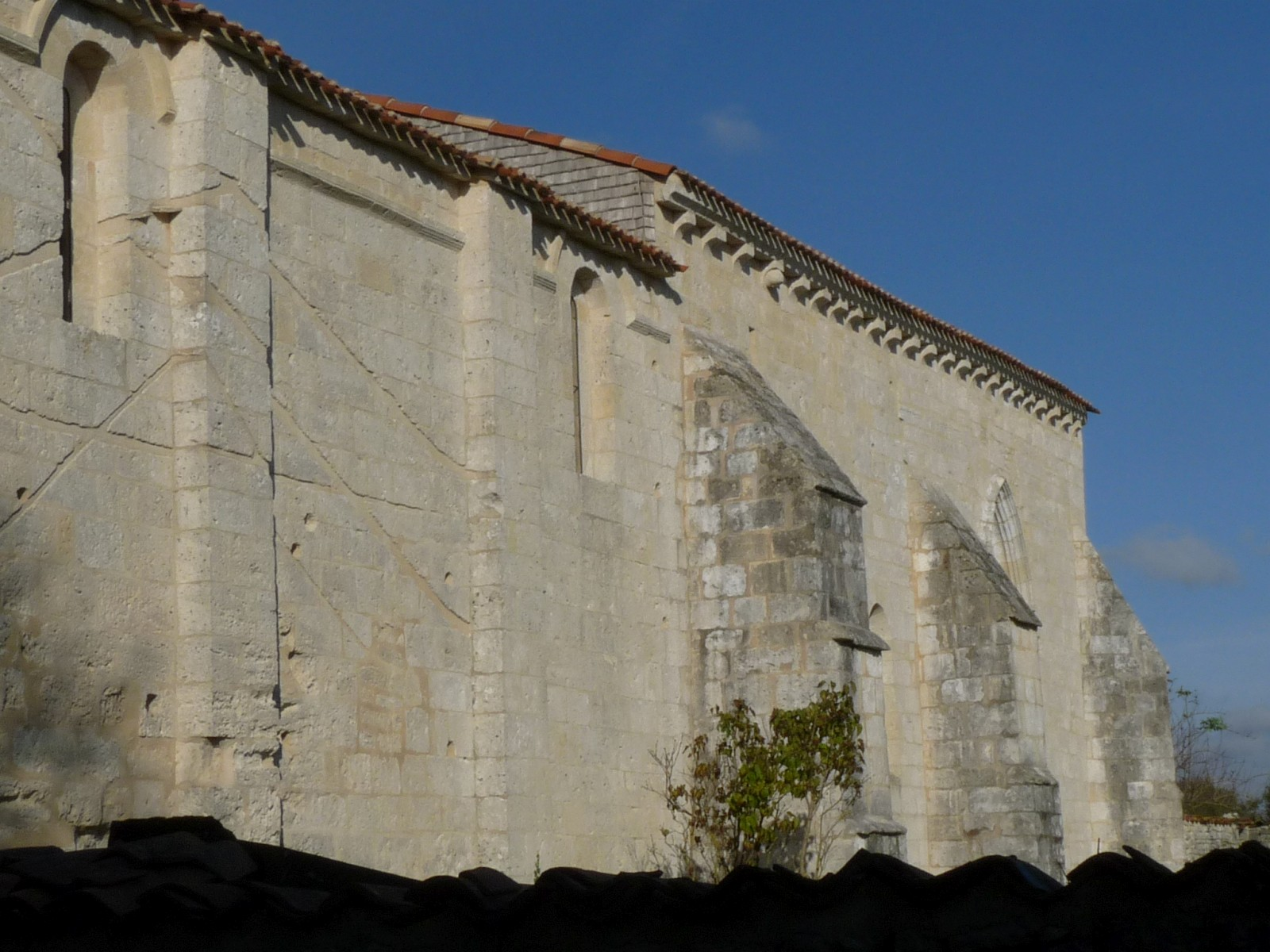
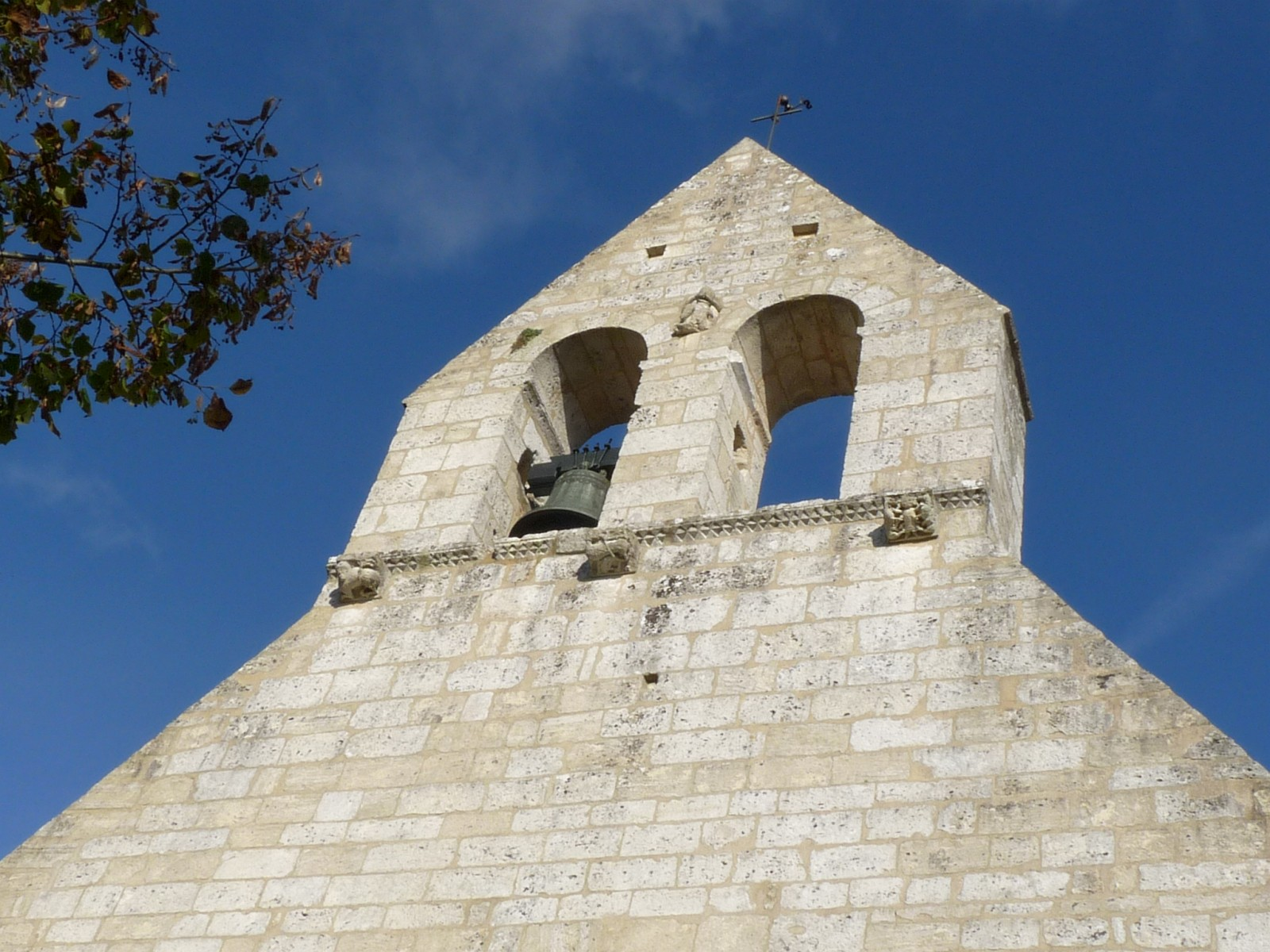
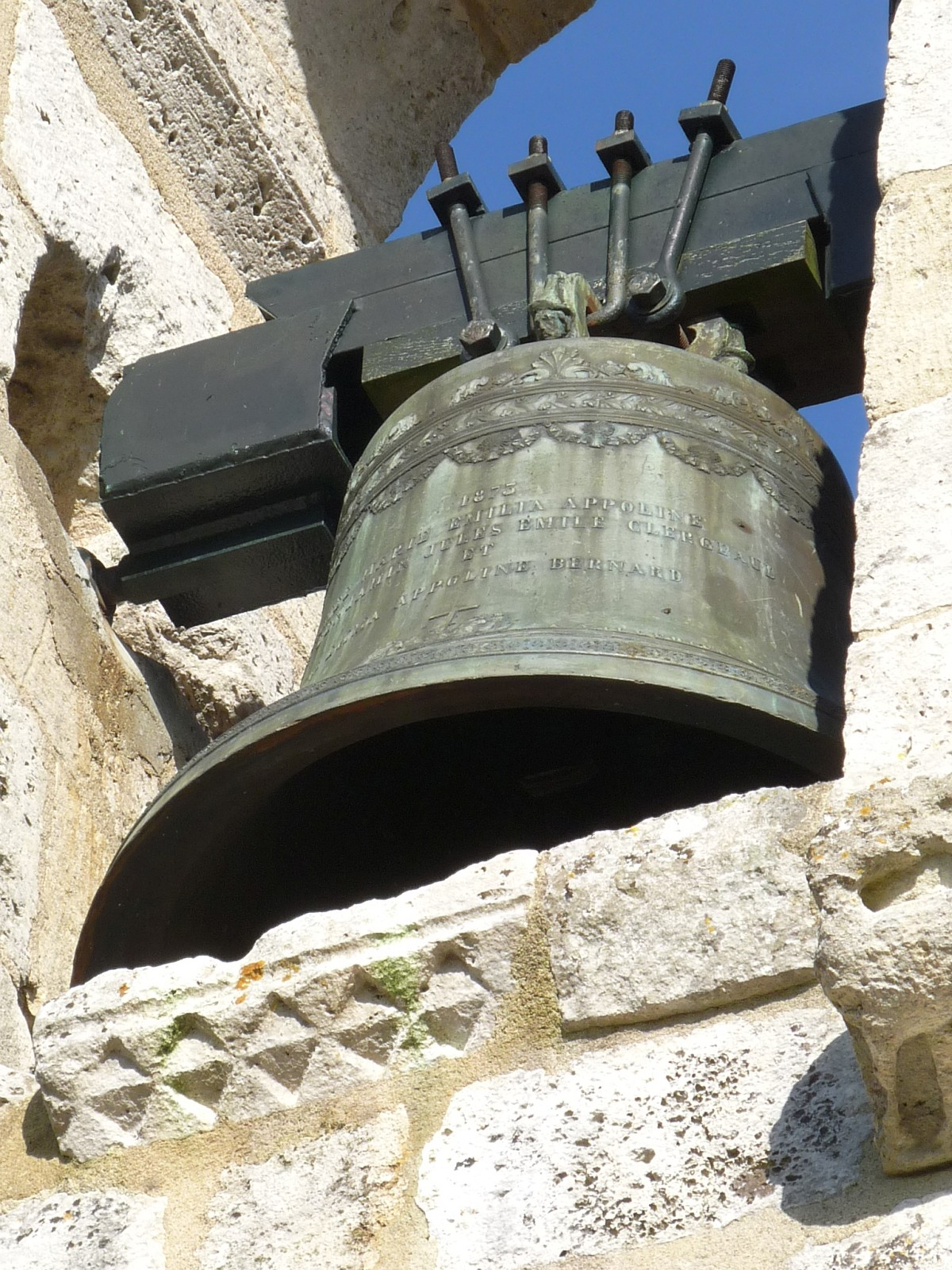
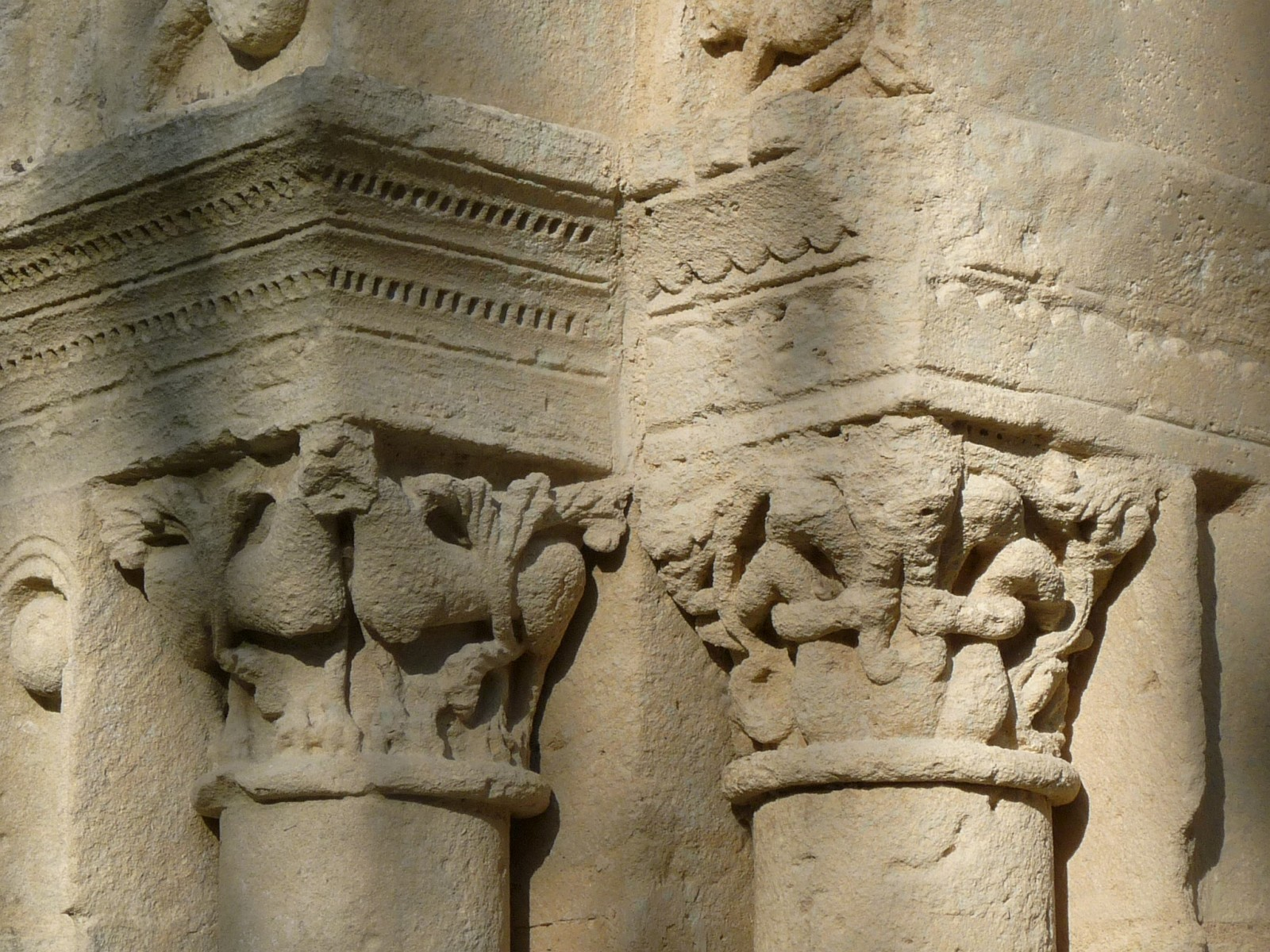